# Zwart-gouden cotinga
De zwart-gouden cotinga (Lipaugus ater synoniem: Tijuca atra) is een zangvogel uit de familie cotinga's (Cotingidae).

## Verspreiding en leefgebied
Deze vogel is endemisch in Brazilië, waar hij voorkomt in de zuidoostelijke staten Minas Gerais, Rio de Janeiro en São Paulo. De natuurlijke habitats zijn subtropische of tropische vochtige bergbossen. De leefgebieden bevinden zich op een hoogte tussen de 1200 en 2100 meter boven zeeniveau in het bioom Atlantisch Woud.

## Status
De grootte van de populatie is in 2019 geschat op 20.000-50.000 volwassen vogels. Op de Rode lijst van de IUCN heeft deze soort de status niet bedreigd.